# Antonio de Herrera y Tordesillas

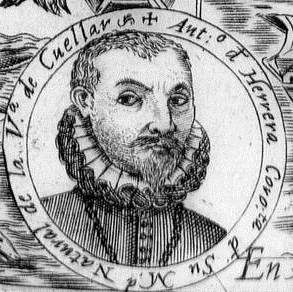
Antonio de Herrera y Tordesillas

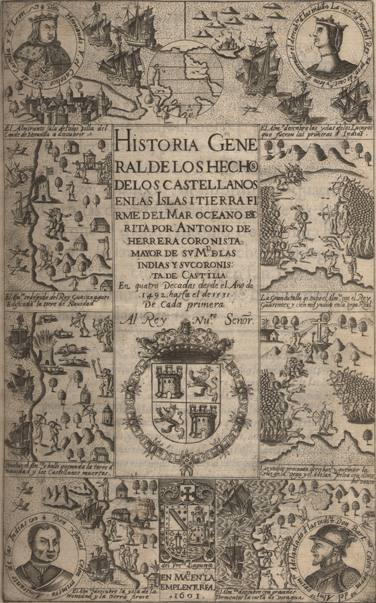
Historia general de los hechos de los Castellanos en las islas y tierra firme del Mar Oceano

Antonio de Herrera y Tordesillas (Cuéllar (Segovia), 1559 – Madrid, 29 maart, 1625) was een Spaanse historicus.
Zijn vader Roderigo de Tordesillas en zijn moeder Agnes de Herrera waren beiden van goede afkomst. Na zijn studie in de omgeving van zijn geboortestreek ging Herrera naar Italië, waar hij op het secretariaat van Vespasiano I Gonzaga ging werken. Nadat Vespasiano als onderkoning van Navarra was aangewezen, keerde Herrera terug naar Spanje. Vespasiano beval Herrera vervolgens aan bij koning Filips II van Spanje, die Herrera benoemde tot de eerste geschiedschrijver van de Nieuwe Wereld en een van de geschiedschrijvers van Castilië.
Steunend op zijn ruime salaris kon Herrera de rest van zijn leven wijden aan de uitoefening van de literatuur. Hij behield daarbij zijn kantoren tot de regeeringsperiode van Filips IV van Spanje, door wie hij kort voor zijn dood werd benoemd tot secretaris van staat.
Van Antoinio Herrera's werken wordt Historia general de los hechos de los Castellanos en las islas y tierra firme del Mar Oceano (Madrid, 1601-1615, 4 delen) het belangrijkst geacht. Dit werk belicht de geschiedenis van de Spaans-Amerikaanse koloniën vanaf 1492 tot 1554.

## Herrera's voornaamste werken
Herrera's belangrijkste gepubliceerde werken zijn:
- Historia de lo sucedido en Escocia a Inglaterra en quarenta y quatro annos que vivio la reyna Maria Estuarda (Madrid, 1589)
- Cinco libros de la historia de Portugal, y conquista de las isles de los Acores, 1582-1583 (Madrid, 1591)
- Historia de lo sucedido en Francia, 1585-1594 (Madrid, 1598)
- Historia general del mundo del tiempo del rey Felipe II, desde 1559 haste su muerte (Madrid, 1601-1612, 3 delen)
- Historia general de los hechos de los Castellanos en las islas y tierra firme del Mar Oceano (Madrid, 1601-1615, 4 delen)
- Tratado, relation, y discurso historico de los movimientos de Aragon (Madrid, 1612)
- Comentarios de los hechos de los Españoles, Franceses, y Venecianos en Italia, etc., 1281-1559 (Madrid, 1624, seq.).